# 初音ミク「マジカルミライ」
初音ミク「マジカルミライ」（はつねミク マジカルミライ）とは、クリプトン・フューチャー・メディアとTOKYO MXが主催する複合型イベント。ピアプロキャラクターズ（初音ミク、鏡音リン・レン、巡音ルカ、MEIKO、KAITO）の創作文化を発信するオフィシャルイベントとして、2013年より毎年開催されている。主な略称は「マジミラ」や「マジカル」など。
イベント名は「本気(マジ)なコンサートと初音ミクの文化(カルチャー)のこれまでと未来(ミライ)」に由来する。

## 概要
「ライブ」と「企画展」を中心に、初音ミクの創作文化を体感できる複合型イベント。
初音ミクの誕生（8/31）を祝うと共に、クリプトン社のピアプロキャラクターズを通じてあらゆる分野のクリエイター達が一堂に会し、その成果を発表する文化祭のようなコンセプトで始まった。現在では「ミクに纏わる音楽の一大祭典」の側面も併せ持つ。
2014年から年ごとにテーマソングが作られ、2015年の日本武道館でのライブ以降はテーマソングが3DCGライブのセットリストに入るようになった。
2017年から一般クリエイターの楽曲を公募する「楽曲コンテスト」を実施し、グランプリ受賞曲がライブで披露されている。さらにクリエイターによる即売会「クリエイターズマーケット」も開かれ、制作者から直接購入する試みが導入された。
2024年終了時点で計50万人以上を動員。

## 内容

### ライブコンサート
ライブは過去に行われた公式イベント「ミクフェス'09(夏)」と同じ“透過スクリーンに初音ミクのCGを投影する”という手法を用い、キャラクターが実際にそこにいるかのような演出が為されている。ライブにはミクを含む6体のピアプロキャラクターズとバンド（人間）が出演する。
このライブはアナログな人間とデジタルなミクたち6体の共演によって「バーチャルとリアルの融合」を実現させており、等身大で描画されたキャラクターが人間同様のライブパフォーマンスを行い、デジタル描画ならではの瞬間的な変身・物理的に実現が難しい衣装の着用なども可能とさせている。書籍「初音ミクはなぜ世界を変えたのか？」の著者・柴那典は、こうした人間とミクが共演するライブを「“実在”が揺らぐ感覚」と表現している。
クリプトン社は2019年の公演から自社技術の「リアルタイム3DCGコントロールシステム（通称R3）」を導入しており、その場でリアルタイムにキャラクターの動きや歌声を操作し、観客の反応や生演奏のタイミングにあわせてキャラクターを動かすようになった。
3DCGは「初音ミク -Project DIVA-」シリーズの物と、外注による新モデルの使用が確認されている。

### 企画展
展示・物販・即売会・ステージ企画など様々な催しが行われる。最初期に存在したカルエリア及びミライエリア（「展示ブース」「企業ブース」「フード・アトラクションブース」やトークセッション、DJ企画など）を統合した内容となっている。 企業ブース及びステージでは、何らかの新作が発表されることもある。

## 制作背景
初音ミクはCGM文化のアイコンとなって成長を続けていた。マジカルミライはその初音ミクの象徴性を活用したイベントの一つで、クリプトン社の代表取締役・伊藤博之曰く、イベントにもインタラクティブ（双方向）性を持たせて企業だけでなくユーザーもイベントに参加することで〝創作のムーブメントに参加するような何か〟を持ち帰る機会を作りたい、という想いから始まったとされる。
クリプトン社の目黒久美子がグッズ・ビジュアルといった協賛各社との窓口を担当し、後にイベント全体の企画・スタッフ統括も担当するようになった。ライブコンサートはクリプトン社の関本亮二およびセガ（SEGA feat. HATSUNE MIKU Project）の人員が手掛けている。
イベントの発起人はミクの公式ライブ企画に携わってきたTOKYO MXの齋川光行で、MX側の代表としてスタッフに入っている。「マジカルミライ10th Anniversary ステージ」における伊藤の話によると、ミクフェスやミクの日感謝祭が終了して空白期間が出たところ、齋川との会話で「継続したい」、「ミクの誕生日辺りに横浜アリーナが空いてるんだけどどうします」、「とりあえずおさえて後で考えよう」という話もあってマジカルミライの実施に至ったとのこと。

## 沿革・歴史

### 2010年代
初音ミク「マジカルミライ 2013」
キービジュアル：KEI、iXima、CHRIS / テーマ曲：無し
2013年8月30日に横浜アリーナで開催。「『初音ミクのすべて』を1日で体験できるユーザー参加型文化祭」と銘打たれ、ライブを行う「マジエリア」、初音ミクの創作文化とワークショップを出展する「カルエリア」、企画ブースとグッズ販売を中心とした「ミライエリア」に分かれて行われた。ライブは昼・夜の2公演で計1万4千人を動員。翌31日に日本国内外の映画館にて夜公演のライブビューイングを実施。
初音ミク「マジカルミライ 2014」
メインビジュアル：MONQ / テーマ曲：ネクストネスト（P：さつき が てんこもり）
2014年8月30日にインテックス大阪で、2014年9月20日に東京体育館で開催。キャッチフレーズは「『初音ミク』を取り巻く創作文化の〝今〟を発表するイベント」。イベントモチーフとして6体のピアプロキャラクターズのキャラクター性・創作文化の拡がりを表現した「キューブ」が初登場。
初音ミク「マジカルミライ 2015」
メインビジュアル：希穂 / テーマ曲：Hand in Hand（P：kz-livetune）
2015年はライブが日本武道館で2日間、企画展が東京・千代田区の科学技術館で3日間という変則的なイベント形態で開催。特にライブの聖地・武道館で初めてバーチャルシンガーがライブを行ったことは“快挙”と報じられた他、キャロライン・ケネディ駐日米国大使（当時）が来場したことでも話題を呼んだ。
初音ミク「マジカルミライ 2016」
メインビジュアル：LENA[A-7] / テーマ曲：39みゅーじっく！（P：みきと）
2016年に千葉県・幕張メッセで開催され、後に同会場での開催が定着した。キャッチフレーズは「未来へ無限に繋がっていく初音ミクの創作文化を体感できるイベント」で、以後の年にも公式の宣伝文句として使われる事がある。ライブではBUMP OF CHICKENとのコラボ楽曲「ray」のソロバージョンも演奏されている。
初音ミク「マジカルミライ 2017」
メインビジュアル：iXima / テーマ曲：砂の惑星（P：ハチ）
2017年、初音ミク誕生10周年には9月1日～3日に幕張メッセで行われ、過去最高となる3万人以上を動員。メインビジュアルはミクのソフトウェアパッケージ絵師の一人でもあるiXima、テーマ曲は米津玄師名義で活躍しているハチPが担当した。ライブは初めて3日連続開催となり、セットリストも日毎に変更された。この年より「楽曲コンテント」が実施され、ライブでは初のグランプリ受賞曲「Singularity（P：keisei）」も演奏された。
初音ミク「マジカルミライ 2018」
メインビジュアル：Mika Pikazo / テーマ曲：グリーンライツ・セレナーデ（P：Omoi）
2018年はインテックス大阪（8月25日 - 26日）、幕張メッセ（8月31日 - 9月2日）の2会場5日間の過去最大規模で行われた。また、鏡音リン・レンの10周年ということもありライブ自体に「マジカルミライ 鏡音リン・レン 10th Anniversary」の要素を内包、そのテーマソングにリン・レンが歌う「劣等上等（P：Giga）」が盛り込まれライブに使われた。ライブでは「グリーンライツ・セレナーデ」及び「劣等上等」のラストの歌詞が変更されるサプライズ演出が為された。楽曲コンテストのグランプリ受賞曲は「METEOR（P：DIVELA）」。
初音ミク「マジカルミライ 2019」
メインビジュアル：ni02 / テーマ曲：ブレス・ユア・ブレス（P：和田たけあき）
この年以降はイベントテーマを打ち出して展開するようになった。2019年のテーマは「フューチャーサーカス」。ミク、リン・レンに続き巡音ルカが同年に10周年を迎え、同様に「マジカルミライ 巡音ルカ 10th Anniversary」が展開、テーマ曲として「Jump for joy（P：Easypop）」が制作され、過去のルカ歌唱曲と共にライブで演奏された。楽曲コンテストのグランプリ受賞曲は「ある計画は今も密かに（P：森羅）」。

### 2020年代
初音ミク「マジカルミライ 2020」
メインビジュアル：藤ちょこ / テーマ曲：愛されなくても君がいる（P：ピノキオピー）
2020年は「MATSURI(まつり)」が共通テーマとなり、8月にインテックス大阪で「MATSURI -夏祭り-」、12月に幕張メッセで「MATSURI -Winter FESTIVAL-」が行われる予定だったが、新型コロナの影響で大阪公演の開催が11月にずれ込んでいる。感染対策としてこの年から2022年まで（大声での）発声・声援が一時禁止となり、スペースに余裕をもたせて行われた。楽曲コンテストのグランプリ受賞曲は「まるいうなばら（P：ごーぶす）」。前年12月にMEIKOが15周年を迎えたことから、ライブでは「MEIKO 15th Anniversary」テーマ曲「きみとぼくのレゾナンス」と過去のMEIKO歌唱曲も演奏された。
初音ミク「マジカルミライ 2021」
メインビジュアル：左 / テーマ曲：初音天地開闢神話（P：CosMo@暴走P）
「メルヘンファンタジー」をテーマに、10月にインテックス大阪、11月に幕張メッセで開催。テーマ曲制作者のCosMoと絵師の左はCDアルバム「初音ミクの消失」で知られ、久々のタッグ復活でファンを喜ばせた。楽曲コンテストのグランプリ受賞曲は「first Note（P：Blues）」。MEIKOに引き続きKAITOが15周年を迎えたことから、「KAITO 15th Anniversary」用にRe:nGが制作したテーマ曲「レイニースノードロップ」および過去のKAITO歌唱曲も演奏された。
初音ミク「マジカルミライ」10th Anniversary
メインビジュアル：KEI / 衣装デザイン：NOCO / テーマ曲：フューチャー・イヴ（P：sasakure.UK＋有形ランペイジ）
2022年にインテックス大阪（8月12日～14日）、幕張メッセ（9月2日 - 4日）、2023年に札幌文化芸術劇場hitaru（2月4日・5日）で開催。楽曲コンテストグランプリ受賞曲は「Loading Memories（P:せきこみごはん）」。
初音ミク「マジカルミライ 2023」
メインビジュアル：LAM / テーマ曲：HERO（P：Ayase）
初音ミクの年齢設定に並ぶ16年目に開催され、6万人以上を動員した。テーマは「ヒーロー」。インテックス大阪（8月11日～13日）、幕張メッセ（9月1日～3日）で開催。楽曲コンテストのグランプリ受賞曲は「king妃jack躍（P：宮守文学）」。
初音ミク「マジカルミライ 2024」
メインビジュアル：たま / テーマ曲：アンテナ39（P：柊マグネタイト）
テーマは「ファンファントリップ」。福岡サンパレス（8月17日・18日）、幕張メッセ（8月30日 - 9月1日）、インテックス大阪（10月12日 - 14日）で開催。楽曲コンテストのグランプリ受賞曲は「SUPERHERO(P：めろくろ)」で、マジカルミライ楽曲コンテスト初の初音ミク以外の歌唱曲での受賞となった。
初音ミク「マジカルミライ 2025」
メインビジュアル：Tiv / テーマ曲：ラストラス（P：*Luna）
テーマは「星河一天」。仙台サンプラザ（8月1日 - 8月3日）、インテックス大阪（8月9日 - 8月11日）、幕張メッセ（8月29日 - 8月31日）で開催。楽曲コンテストのグランプリ受賞曲は「ストリートライト（P:加賀｛ネギシャワーP｝）」で、ピアプロキャラクターズ全員歌唱曲での受賞となった。

## 主な関連企画

### 地域振興
千葉市×初音ミクコラボ事業
千葉市は2017年よりマジカルミライを後援すると共にコラボ事業を展開している。
2017年に「初音ミクデザイン市章」を初めて実施。これは市ホームページ掲載の市章デザインを、ミクをイメージした特別デザインに一時的に差し替える企画で、「千」を配した市章デザインとミクの姿形が似ていると以前から話題になっていたことをきっかけに作られた。初めて実施された2017年8月31日には、市章が切り替わった午前9時～元に戻った午後9時のアクセス数が前日同時間帯の22倍を超える7万6019件にも昇ったとされる。その後も続く恒例企画となった他、2021年には千葉市制100周年記念「初音ミクデザインマンホール蓋」設置企画にも派生している。
2018年には初音ミクのラッピング電車「千葉都市モノレール MIKU FLYER」を初運用している（0形第4編成を使用）。
通天閣（大阪）
マジカルミライ2018に関連する形で通天閣とのコラボ企画が先駆けて行われた。その後、マジカルミライ2018（大阪会場）のオープニングカウントダウンにて通天閣公式キャラクター「ビリケンさん」とミクダヨーが登場した。
2020年に再びマジカルミライとコラボし、キャンペーン「通天ミク」を実施。

### 模型
マジカルミライの模型商品。
- グッドスマイルカンパニー
  - ねんどろいど
- デザインココ
  - スケール（1/7）
- バンダイ
  - あそーと
- フリュー
  - スケール（1/7）

### 公共交通機関
公共交通機関とのコラボ企画。
千葉都市モノレール
#千葉市×初音ミクコラボ事業を参照。
西鉄
マジカルミライ2024とのコラボとして「西鉄×初音ミク 39TENJINトリップ」を実施（期間：2024年7月15日から8月31日まで）。西鉄電車と西鉄バスとのコラボ、雑貨館インキューブ天神店を対象としたPOP UP SHOPやスタンプラリー、宿泊コラボルーム（西鉄ホテル クルーム 博多、西鉄ホテル クルーム 博多祇園 櫛田神社前）、コラボ食品メニューの提供・販売など多彩な企画が展開された。
コラボ期間中は西鉄天神大牟田線・三国が丘駅（みくにがおかえき）が「初音ミクにが丘駅」となり、西鉄6000形電車の1編成が『39TENJINトリップ』仕様のヘッドマークを掲出して運行され、藤田咲による車内音声メッセージも流れた。西鉄バスとのコラボでは初音ミクのラッピングバスが福岡市内を運行。電車、バス共に「マジカルミライ 2024 Ver.」のピアプロキャラクターズ6体が描かれた記念乗車券が販売されている。
JR東海
「マジカルミライ2024」と「はんなり♪京都2024」に合わせて「HATSUNE MIKU with推し旅」を実施（期間：2024年10月8日から31日まで）。